# Jagdgeschwader 25
Jagdgeschwader 25 (dobesedno slovensko: Lovski polk 25; kratica JG 25) je bil lovski letalski polk (Geschwader) v sestavi nemške Luftwaffe med drugo svetovno vojno.

## Organizacija
- štab
- I. skupina

## Vodstvo polka
Poveljniki polka (Geschwaderkommodore)
- Oberstleutnant Herbert Ihlefeld: julij 1943 - december 1943